# أكيوتا (هيروشيما)
أكيوتا هي مدينة تقع في محافظة هيروشيما، اليابان. تبلغ مساحة هذه المدينة 342.25 (كم²)، ويبلغ عدد سكانها 7,463 نسمة حسب إحصاء سنة 2012.